# Kinga Nettmann-Multanowska
Kinga Nettmann-Multanowska (ur. 1971) – polska anglistka. W konkursie organizowanym przez Europejskie Centrum Solidarności w Gdańsku oraz Kolegium Europy Wschodniej za publikację książki Warszawa rysuje Skopje otrzymała tytuł Ambasador Nowej Europy 2022.

## Życiorys
Ukończyła Uniwersytet im. Adama Mickiewicza w Poznaniu. W latach 2014–2018 mieszkała w Skopje jako żona ambasadora Jacka Multanowskiego. Podczas pobytu na placówce w Skopje odkrywali oni polskie ślady w stolicy Macedonii. Zwrócili oni uwagę na zbiory polskich artystów przekazane w geście solidarności przez artystów wkrótce po trzęsieniu ziemi do Muzeum Sztuki Współczesnej w Skopju, a które były rzadko prezentowane.
Z jej inicjatywy była w latach 2017–2018 przyznawana nagroda redakcji „Architektury-Murator” Tygrysy dla najlepszej pracy magisterskiej obronionej na Wydziale Architektury Uniwersytetu Świętych Cyryla i Metodego w Skopju. Nazwa miała nawiązywać do pseudonimu polskich architektów, którzy zaprojektowali budynek Muzeum Sztuki Współczesnej w Skopju.
W 2022 roku wydała książkę Warszawa rysuje Skopje. W 2023 roku w wydawnictwie Begemot ukazało się jej tłumaczenie wykonane przez Filipa Dimevskiego na macedoński Varšava go iscrtuva Skopje.

## Nagrody
- Ambasador Nowej Europy 2022 za Warszawa rysuje Skopje jako publikację, „która w odważny i bezkompromisowy sposób obala stereotypy definiujące Europę i jej mieszkańców oraz szuka odpowiedzi na pytanie o to, czym dzisiaj jest Europa” w konkursie organizowanym przez Europejskie Centrum Solidarności w Gdańsku oraz Kolegium Europy Wschodniej[6].
- 2022: Medal SARP Bene Merentibus przyznany przez Stowarzyszenie Architektów Polskich SARP za zasługi dla rozwoju Polskiej architektury, w tym promowanie polskiej kultury w Republice Macedonii Północnej i przywracanie pamięci o osiągnięciach polskich architektów[7]
- 2023: Nominacja do 16. Nagrody Literackiej m.st. Warszawy w kategorii książka o tematyce warszawskiej[8]
- 2024: Nagroda „13 Noemvri” przyznawana przez Miasto Skopje[9]